# Marque de victoire

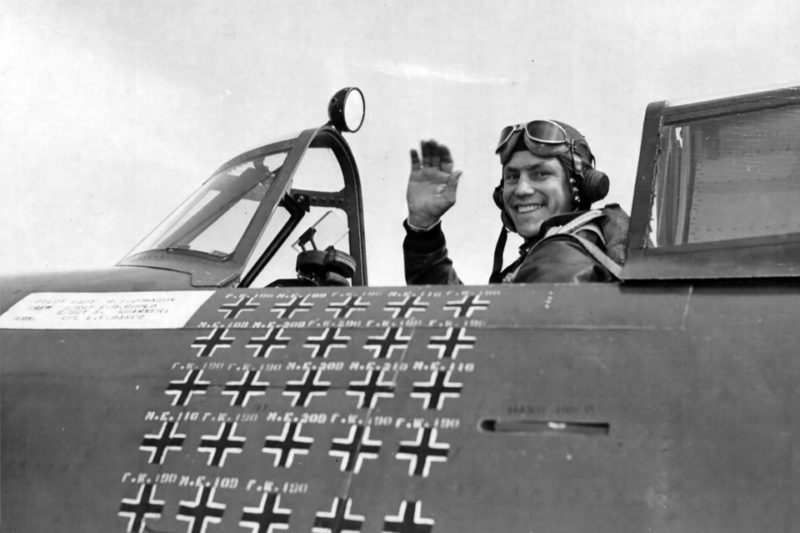
Le pilote américain Robert S. Johnson affichant sur son appareil de nombreuses marques de victoires sur des appareils du Troisième Reich.

Une marque de victoire est un symbole appliqué au pochoir ou via un autocollant sur le fuselage d'un avion militaire, près du poste de pilotage, pour indiquer en règle générale, une victoire aérienne remportée par le pilote de l'aéronef.
Les marques de victoire sont notamment utilisées pendant la Seconde Guerre mondiale sous la forme d'une cocarde ou d'un drapeau national de la nationalité de l'avion vaincu.

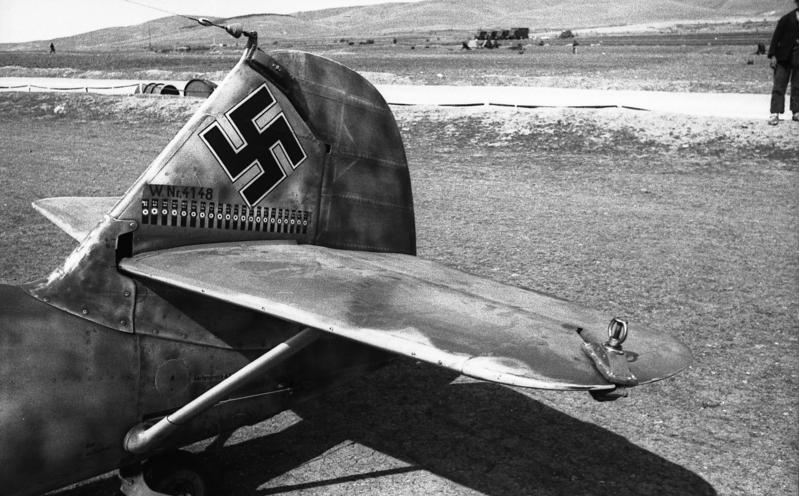
Des marques de victoires sur l'empennage d'un Messerschmitt Bf 109 de la Luftwaffe.
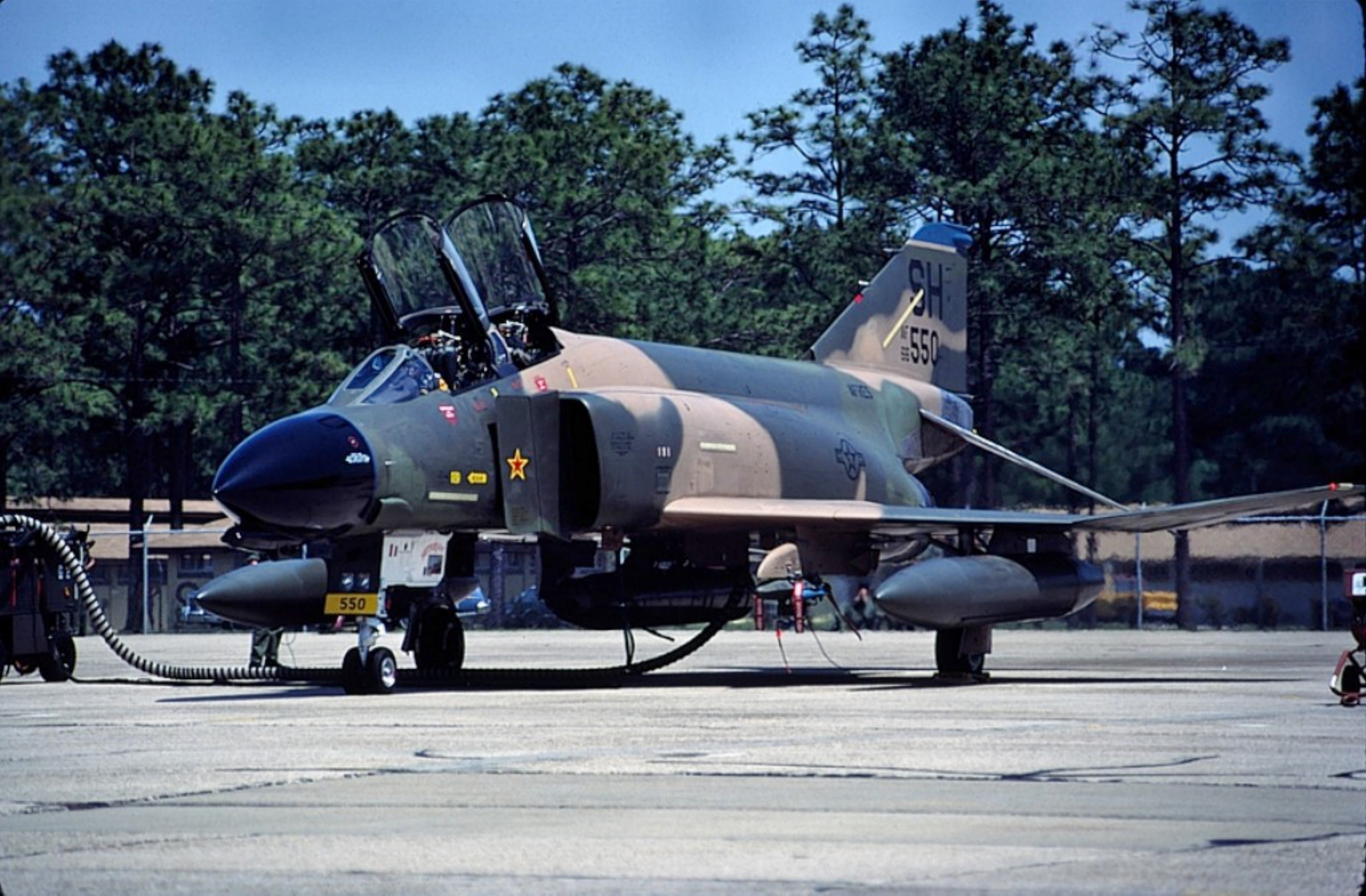
Un McDonnell Douglas F-4 Phantom II de la Air Force Reserve Command avec une étoile rouge désignant une victoire lors de la guerre du Viêt Nam.
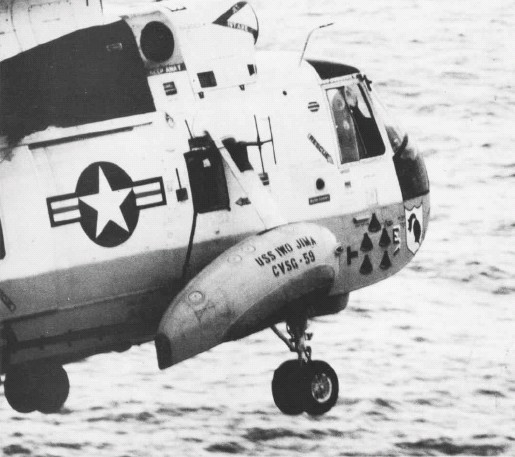
Les cinq marques de victoires en forme de capsules pour désigner les récupérations d'astronautes par l'Helicopter 66 pendant le programme Apollo.
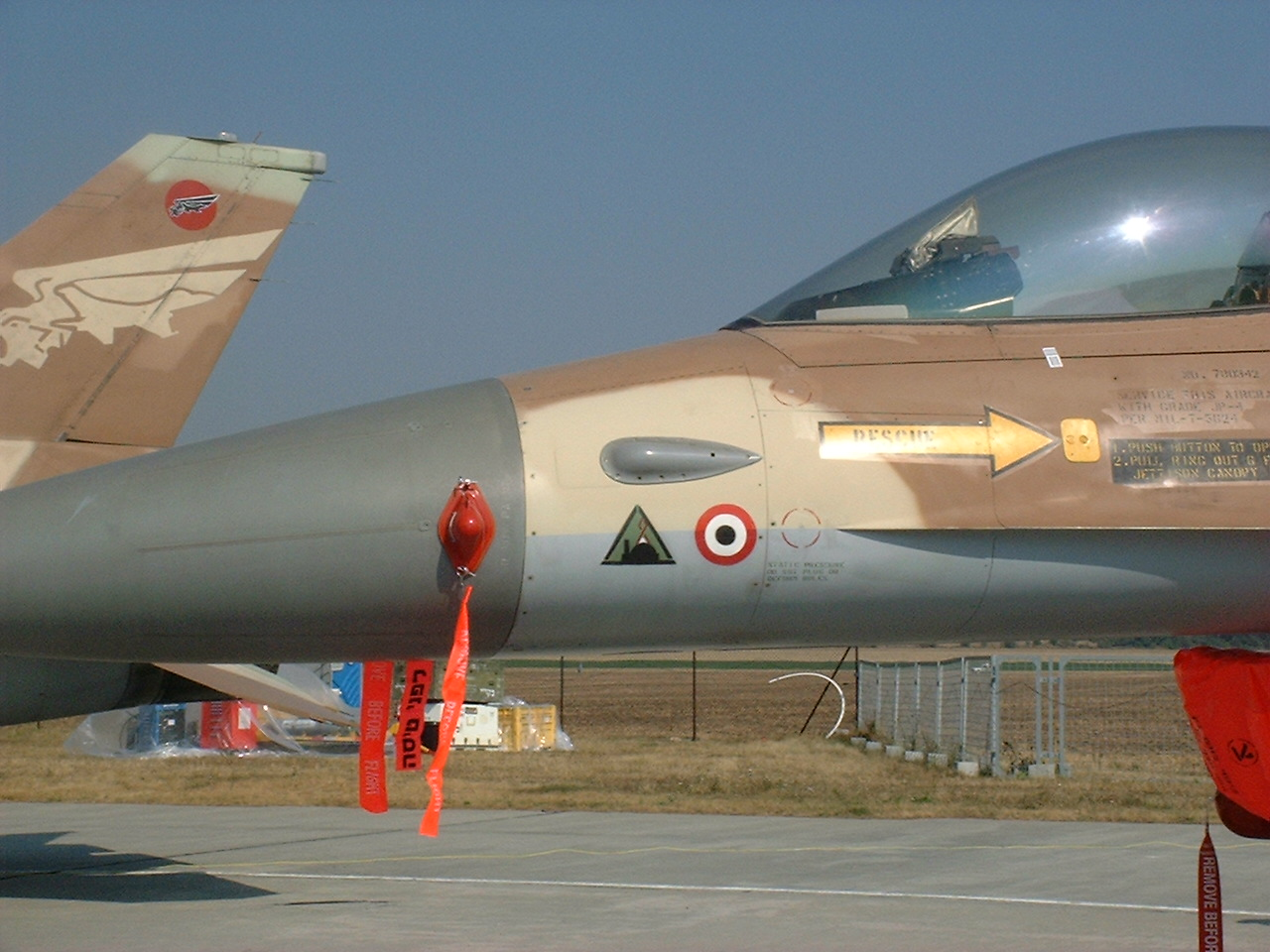
Marques de victoires d'un des F-16A de la force aérienne israélienne qui a participé a l'opération Opéra détruisant un réacteur nucléaire irakien. La cocarde représentant le raid est la triangulaire verte. L'autre cocarde représente un avion syrien abattu.